# Budkavlen
Budkavlen var en svensk visgrupp.
Budkavlen bildades 1973 och utgav musikalbumet Strejk (Oktober OSSLP 509, 1975), vilket innehåller äldre strejkvisor. Medlemmar var då Stefan Bohman (sång, dragspel och flöjt), Lars Linder (sång, bas, gitarr, munspel, keyboards och trumpet) och Tommy Grahn (sång, banjo, gitarr och munspel). År 1978 medverkade gruppen på samlingsalbumet Befrielsens ord! Folk på marsch (a disc BS780222). Gruppen var då utökad med Anders Linder och Jörgen Johansson.